# Parvisedum pentandrum
Parvisedum pentandrum là một loài thực vật có hoa trong họ Crassulaceae. Loài này được (H. Sharsm.) R.T. Clausen miêu tả khoa học đầu tiên năm 1946.